# 林森墓
林森墓葬位於重慶市沙坪壩區歌樂山林園。

## 历史
文物遺址年代為近，1987年1月23日列為重慶市第二批市級文物保護單位初定名單。1992年3月19日列為重慶市第二批市級文物保護單位。2000年9月7日列為第一批重慶市文物保護單位。